# Felipe Aljure
Felipe Aljure és un director de cinema i guionista de Colòmbia nascut a la ciutat de Girardot. Va estudiar Art and Technique of Film Making en Londres. Aljure s'ha caracteritzat per presentar innovacions tècniques i narratives a Colòmbia a través de les seves dues pel·lícules, ha incursionado també com a director de sèries de televisió, docent universitari i en altres àmbits culturals del país.
En 2018, va ser nomenat com a director artístic del FICCI (Festival de cinema de Cartagena) reemplaçant a la productora Diana Bustamante, que va estar en la direcció artística durant quatre edicions.

## Trajectòria
L'any 1991 realitza el seu primer llargmetratge La gente de la Universal, el qual rep crítiques favorables pel seu intent d'explorar noves formes narratives, no obstant això a causa de l'escàs suport econòmic a les produccions cinematogràfiques al país no és sinó fins al 2006 que aconsegueix estrenar el seu segon llargmetratge El colombian dream després de superar un sens fi d'inconvenients en la producció; aquesta pel·lícula presenta importants innovacions tècniques mai abans vistes en una producció nacional, però rep reaccions trobades del públic i de la crítica. En el 2006 es vincula a l'equip d' El amor en los tiempos del cólera on ocupa el càrrec de director de la segona unitat de la pel·lícula i director de càsting d'actors colombians. En aquesta pel·lícula va tenir l'oportunitat de treballar juntament amb el director anglès Mike Newell i tot un equip de producció estranger que es va desplaçar fins a la ciutat de Cartagena de Indias on es va dur a terme el rodatge. La pel·lícula va ser estrenada al novembre de 2007.
En 2018, va estrenar Tres escapularios. Segons Aljure, és un llargmetratge on el seu conflicte colombià serveix com a marc de referència per a veure la història de dos joves involucrats, més per un passat turbulent que per la defensa d'uns ideals". La pel·lícula va debutar en l'edició 55 del FICCI. No obstant això, va començar a exhibir-se a les sales de cinema des de 2018.

## Filmografia
- El colombian dream (director i guionista, 2006)
- La gente de la Universal (director i guionista, 1993)
- Tres escapularios (director, 2018)
- María Cano (guionista, 1989)
- Rodrigo D: No futuro (ajudant de direcció)